# Guna
Pour les articles homonymes, voir Guna (homonymie).

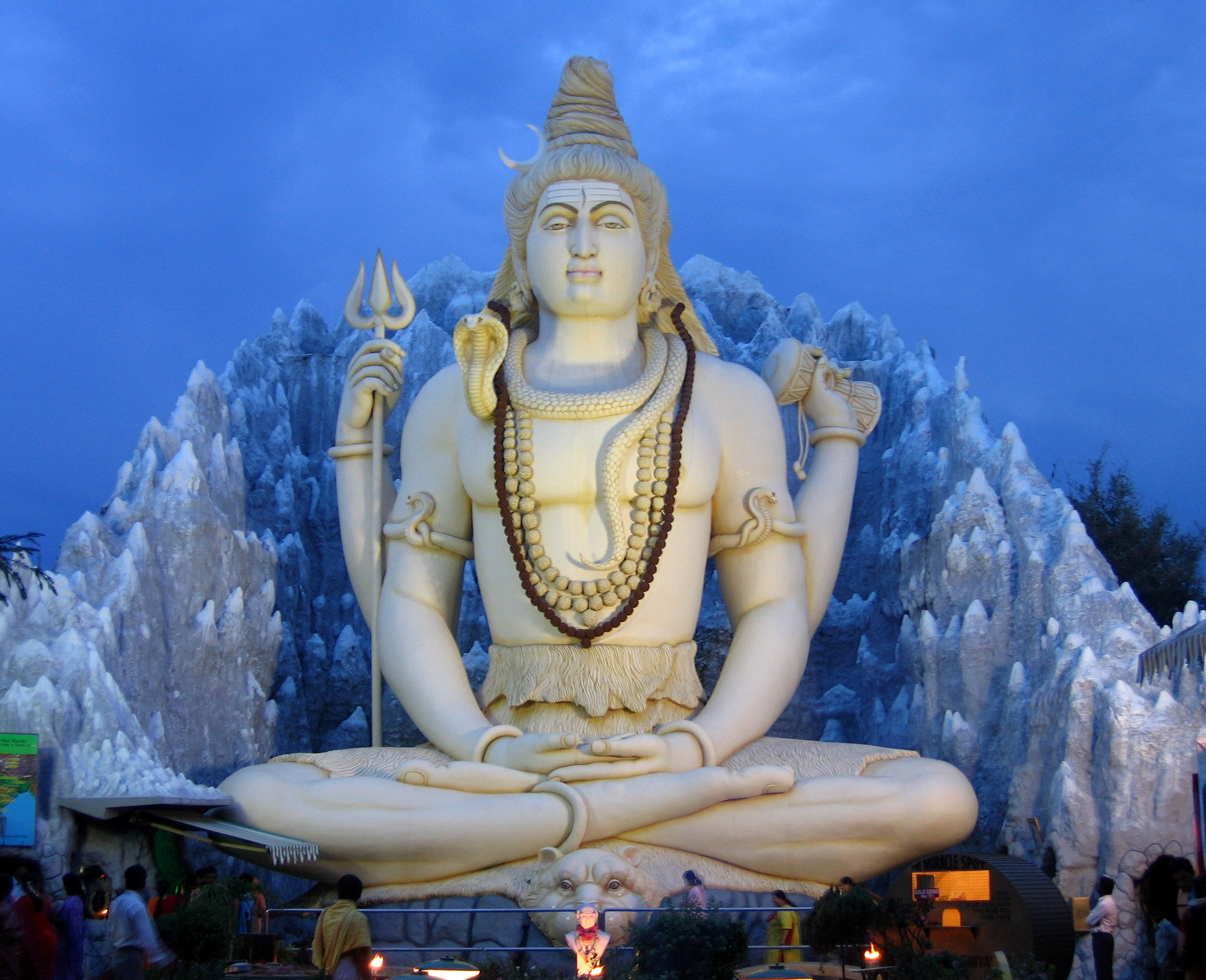
Temple de Kempfort Shiva à Bangalore (situé sur l'ancienne route de l'aéroport de Bangalore.)

Guna (sanskrit IAST : guṇa ; devanāgarī : गुण) signifie « fil, corde ; qualité, propriété ; subdivision, catégorie ; mérite ». En philosophie indienne, le concept a un sens différent dans l'hindouisme, le bouddhisme et le jaïnisme. Guṇa est également un vocable de la tradition grammaticale du sanskrit (Vyākaraṇa) qui est développé dans l'Aṣṭādhyāyī, attribuée à Pāṇini, et désigne le degré plein selon les grammairiens occidentaux (contrairement aux degrés de base et long), le degré de base selon les grammairiens de l'Inde ancienne.

## Origine
Les trois guna qui composent la nature prolongent des conceptions présentes dans les Upanishad qui se rattachent aux trois fonctions indo-européennes.

## Approche philosophique
Dans l'hindouisme, les gunas sont dans les traditions du Sāṃkhya, du Yoga, de la Bhagavad-Gītā et de l'Ayurveda les trois qualités principales dont l'interaction produit toutes les formes de la « création » qui émane de la Prākŗti, la Nature Originelle. 
Dans le bouddhisme, ce terme désigne plutôt les qualités d'un Éveillé. 
Dans le jaïnisme, les gunas sont les qualités de toutes les substances existants dans l'univers.

### Guṇa dans l'hindouisme
Au système dualiste et athée qu'est le Sāṃkhya, le Yoga de Patanjali et l'Ayurveda empruntent de nombreux éléments théoriques, dont les notions de Puruṣa, de Prakṛti et des trois guṇa.

#### Sāṃkhya et Yoga
Pour le Sāṃkhya et le Yoga, les gunas se répartissent en trois substances essentielles :
- sattva, la pureté, la vérité ;
- rajas, l'énergie, les passions, la force, le désir ;
- tamas, l'obscurité, les ténèbres, la lourdeur, l'inertie.

Ces trois guṇa, indépendants en eux-mêmes, s'entremêlent sans cesse dans la nature différenciée et leur action réciproque commande toute l'évolution de la matière. Il importe de cultiver Sattva dans un premier temps, puis de le transcender.

#### Bhagavad-Gītā
Dans le chapitre quatorze de la Bhagavad-Gītā est exposée la triade (triguṇa) composée des trois qualités inhérentes à la Nature Originelle (Prakṛti). Dans ce chapitre Krishna explique de manière détaillée à Arjuna la nature des trois guṇa, qui sont:
- sattva : la vérité qui est attachée au bonheur et à la connaissance;
- rajas : l'instinct lié aux tendances et à l'action;
- tamas : l'obscurité qui procède de l'ignorance (avidyā) et qui enchaîne le Jīva à la stupidité, la paresse et l'engourdissement.

#### Vaisheshika
Dans le Vaisheshika ce mot désigne l'une des catégories (padartha), les propriétés. Kanada en distingue dix-sept:  rūpa l'aspect, rasa la saveur, gandha l'odeur, sparśa le toucher, saṃkhyā le nombre, parimāṇa la dimension pṛthaktva la singularité, prayatna la volition, buddhayas les perceptions, et quatre paires de contraires (dvandva): saṃyoga et vibhāga (le contact et la séparation), paratva et aparatva (l'éloignement et la proximité), sukha et duḥkha (le plaisir et la peine), icchā et dveṣa (le désir et l'aversion).

#### Ayurveda
Pour l'ayurveda, les gunas sont :
- rajas, actif, crépuscule ;
- tamas, passif, obscurité, nuit ;
- sattva, neutre ou équilibrante, lumière, jour.

Deux lois régissent les gunas :
- l'alternance (ces trois forces s'affectent mutuellement) ;
- la continuité (lorsque l'une de ces qualités est dominante elle le reste un temps déterminé).

L'ayurveda considère par exemple que la maladie, surtout chronique est la conséquence d'un état tamasique, d'une accumulation de toxines dans le corps et de pensées et émotions négatives au niveau de l'esprit.
Rajas est la force, le mouvement qui permet de passer d'un état tamasique à un état sattvique (ou l'inverse).
Ces qualités bien souvent se mélangent ouvrant ainsi un champ plus large de possibilités comme sattva rajasique, sattva tamasique, rajas sattvique...

### Guṇa dans le bouddhisme
Le bouddhisme n'accepte pas la théorie des trois guṇa de l'hindouisme, la « nature » se résumant pour lui aux cinq skandhas. 
Le terme de guṇa désigne les qualités d'un Éveillé (qu'il soit bouddha ou arahant) :
- la pureté (visuddhi-guna)
- la Connaissance transcendante (pañña-guna)
- la compassion (karunadhiguna).

### Gunas dans le jaïnisme
Le terme gunas dans le jaïnisme est toujours utilisé au pluriel et désigne les caractéristiques des substances vivantes ou inertes: les dravya comme la couleur, le goût, l'odeur.

## Approche linguistique

### Usage lexical du mot guṇa
Dans le lexique sanskrit, guṇa est un nom de genre masculin. Son sens premier, concret, désigne généralement un « fil » ou une « corde », et plus spécialement la « corde d'un arc ou d'un instrument de musique ». Un usage abstrait de ce mot peut se traduire par « qualité », soit au sens objectif de « propriété » ou « attribut », soit au sens subjectif de « mérite » ou de « vertu ». Dans un contexte de classification, un guṇa désigne un « élément secondaire », une « catégorie » voire une « espèce ». Par extension au domaine culinaire, il est un « plat accessoire », un « condiment » ou une « sauce ». 
L'adjectif guṇavant illustre la diversité de ce champ sémantique et qualifie, selon le contexte, un objet « muni d'une corde », un être « doué de qualités », ou une personne « vertueuse ».
Le champ sémantique de ce mot intègre aussi deux termes abstraits : le nom neutre guṇatva qui signifie « le fait d'être ou de servir de corde », et le nom féminin guṇatā que le français traduit par « subordination ».

### Usage grammatical du terme guṇa
Le Vyākaraṇa (व्याकरण, prononciation [ʋjɑːkərəɳə]), qui prend racine vers la fin de l'époque védique, est la tradition grammaticale du sanskrit considérée comme l'un des six membres (Vedanga) utiles à l'étude du Veda. Les œuvres des plus anciens grammairiens, tel Shakatayana (IAST Śākaṭāyana), qui date environ du VIIIe siècle avant l'ère courante, furent perdues au fil du temps. Shakatayana est aujourd'hui connu grâce aux références à ses ouvrages faites par Yaska au VIe siècle avant l'ère courante, et par Pāṇini, auteur du traité de grammaire Ashtadhyayi.
La tradition grammaticale du Vyākaraṇa utilise le nom guṇa en tant que terme technique de phonétique pour indiquer l'augmentation d'une voyelle simple, portée ainsi au premier degré (dit aussi degré plein ou fort), par fusion avec une voyelle [a]. Le « degré guṇa » construit sur [a] reste [a], sur [i] devient [e], sur [u] devient [o], sur [ṛ] devient [ar] et sur [ḷ] devient [al].
Dans son traité de grammaire Ashtadhyayi Pāṇini distingue, à côté du « degré guṇa », un degré vṛddhi nommé aussi degré accru.